# Andrey Kurniavka
Andrey Petrovitch Kurniavka (en russe : Андрей Петрович Курнявка) est un boxeur soviétique né le 4 mai 1968 à Bichkek, RSS du Kirghizistan.

## Carrière
Sa carrière amateur est principalement marquée par un titre de champion du monde remporté à Moscou en 1989 dans la catégorie des poids moyens. Il remporte également la médaille d'argent à Sydney en 1991 en poids mi-lourds ainsi que la médaille de bronze aux championnats d'Europe d'Athènes en 1989 (poids moyens). 
À 28 ans, Andrey Kurniavka participe pour la première fois aux Jeux olympiques à Atlanta en 1996 sous les couleurs du Kirghizistan. Engagé dans la catégorie poids lourds, il s'incline au premier tour contre le tenant du titre (et futur vainqueur)  Felix Savon.